# Christianismi Restitutio
Christianismi Restitutio (Restitución del cristianismo) fue un libro publicado en 1553 por Michael Servetus. En su libro Miguel Servet rehúsa la doctrina cristiana de la Santisima Trinidad y la predestinación. Siendo ambas doctrinas consideradas fundamentales en el cristianismo desde tiempos de Agustín de Hipona, y enfatizadas por Juan Calvino en su magnum opus, Institutio Christianae Religionis. Miguel Servet, por el contrario, argumentaba que Dios no condena a nadie que no se condena a sí mismo a través del pensamiento, la palabra o los hechos. En el libro, Servet se mostraba también contrario al bautismo de los niños, «puesto que el bautismo debe ser un acto maduro y consciente de discipulado cristiano», lo que le acerca a las posiciones anabaptistas. El libro incluye, adicionalmente y de forma completamente detallada la circulación pulmonar,posiblemente, basada en los descubrimientos del también médico árabe Ibn Al Nafis. En cualquier caso, unas explicaciones y descubrimientos que ponían en duda las enseñanzas de Galeno.

## Recepción
Después de enviar un borrador de Christianismi Restitutioal teólogo Juan Calvino, Miguel Servet fue arrestado por la Inquisición en Vienne, aunque logró evadirse fue juzgado el 17 de junio y sentenciado a muerte in absentia, siendo quemado en efigie. Aun así, gracias a la denuncia de Juan Calvino será más tarde capturado en Ginebra, juzgado y encontrado culpable de extender herejías. Fue condenado a morir en la hoguera el 27 de octubre de 1553 en la ciudad de Ginebra.
Casi todas las copias de su libro fueron quemadas poco después de su publicación. A pesar de ello tres copias sobrevivieron y se encuentran actualmente en Bibliothèque nationale de Francia, en Biblioteca Universitaria de Edimburgo y en la Biblioteca Nacional austriaca.

## Importancia no teológica
Las aportaciones de Miguel Servet sobre la circulación pulmonar en Christianismi Restitutio a mediados del siglo XVI, a menudo se reconocen como la descripción más precisa y completa en aquel momento. Es posible que su trabajo se basará en el trabajo del médico musulmán Ibn Nafis (1213-1288), quien fue el primero en describir con precisión la circulación pulmonar humana y teorizar la existencia de redes capilares unos 300 años antes. Dado que la información sobre la circulación pulmonar fue quemada junto con el trabajo teológico de Miguel Servet, la función de la circulación pulmonar fue olvidada, hasta que sir William Harvey la publicó, setenta y cinco años después, en su obra De Motu Cordis.

## Otras lecturas
- Obras Completas de Miguel Servet, editado por el Profesor Ángel Alcalá. Angel Alcalá y publicado por la editorial Larumbe

- Fuera de las Llamas:La Historia Notable de un Becario Osado, Una Herejía Fatal y Uno de los Libros más Raros en el Mundo por Lawrence Goldstone y Nancy Bazelon Goldstone. Nueva York: Libros de Broadway, 2002. Republished Cuando: Fuera de las Llamas: La Historia de Uno de los Libros más Raros en el Mundo, y Cómo Cambie el Curso de Historia por Lawrence Goldstone y Nancy Goldstone. Londres: Siglo, 2003.